# Bont wevertje
Het bont wevertje (Poeciloneta variegata) is een spin uit de familie hangmatspinnen (Linyphiidae).
De soort wordt 1,6 tot 2,6 mm groot. Ze komt voor in het Palearctisch en Holarctisch gebied.